# Доня Глоговниця
46°06′ пн. ш. 16°33′ сх. д. / 46.1° пн. ш. 16.55° сх. д.
Доня Глоговниця (хорв. Donja Glogovnica) — населений пункт у Хорватії, у Копривницько-Крижевецькій жупанії у складі міста Крижевці.

## Населення
Населення за даними перепису 2011 року становило 129 осіб.
Динаміка чисельності населення поселення: